# Onda dente de serra
Um onda dente de serra (ou onda serra) é uma espécie de forma de onda não-senoidal básica. Ela recebeu o nome dente de serra baseado em sua semelhança com a lâmina de uma serra.
A função descontínua y = x - floor(x) é um exemplo de uma onda dente de serra com período 1.
O som desta onda é desarmonioso e limpo, e seu espectro contém ambas as harmônicas normais e estranhas da frequência fundamental. Devido ao fato de ela conter todas as harmônicas inteiras, ela é considerada uma das melhores formas de onda para a construção de outros sons, particularmente cordas, utilizando a síntese subtrativa.
Esta onda pode ser construída utilizando a síntese aditiva. A série de Fourier  infinita
{\displaystyle x_{sawtooth}(t)={\frac {2A}{\pi }}\sum _{k=1}^{\infty }(-1)^{k}{\frac {\sin 2\pi kft}{k}}}
converge para uma onda dente de serra, onde {\displaystyle A} é a amplitude da onda e {\displaystyle f} é a frequência da onda. Na síntese digital, a série é apenas somada, de modo que a maior harmônica, Nmax, é menor que a frequência de Nyquist (metade da frequência de amostra). Esta soma comumente pode ser calculada de forma mais eficiente quando se utiliza a transformada rápida de Fourier. Se a forma de onda é criada digitalmente diretamente no domínio do tempo utilizando uma forma sem limitação de banda, tal como y = x - floor(x), infinitas harmônicas são inseridas no sinal, e o tom resultante contém distorção de aliasing.

Animação da síntese aditiva de uma onda de serra com um número crescente de harmônicas

Uma demonstração de áudio de uma onda dente de serra tocada em 440 Hz (A4), 880 Hz (A5) e 1760 Hz (A6) pode ser ouvida abaixo. Ambas os tons sem limite de banda (sem aliasing) e com aliasing são apresentados.

## Ver também

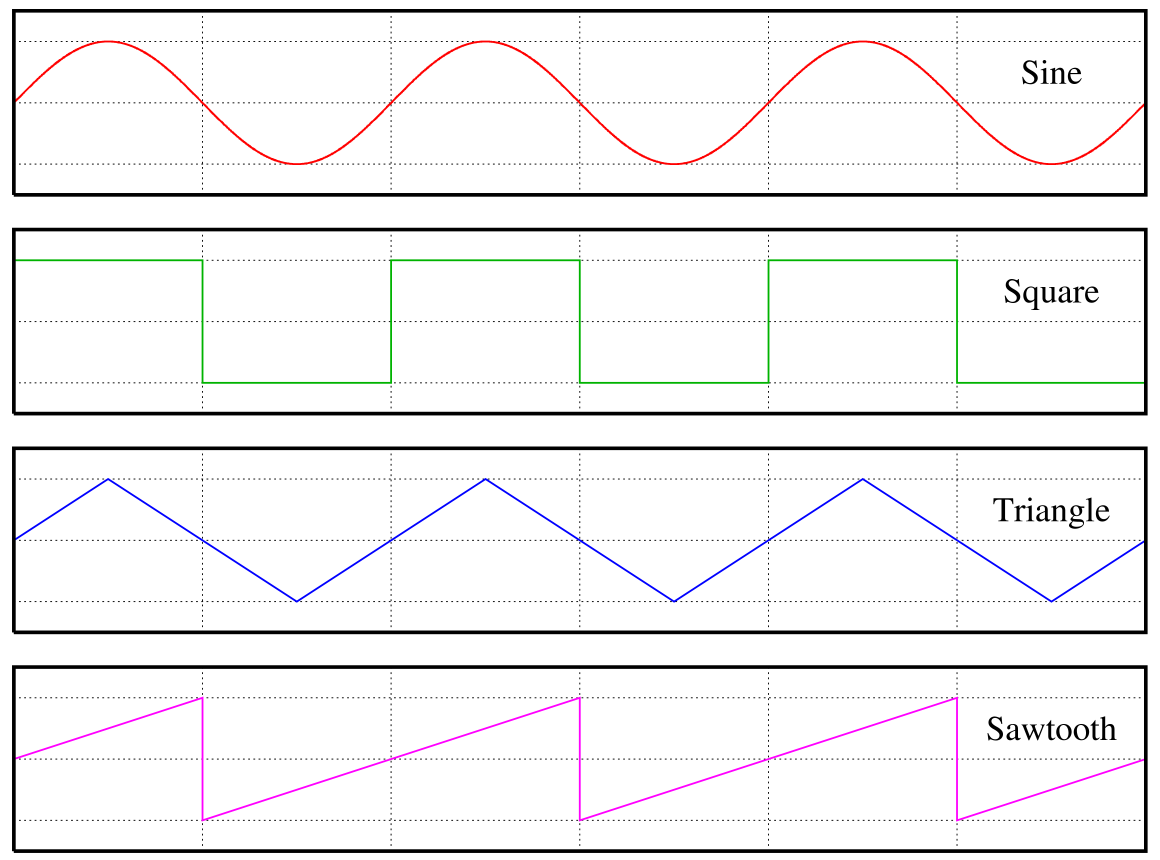
Formas de onda seno, quadrada, triangular, e dente de serra